# Carlos Zárate
Zárate  Fernández est un nom espagnol. Le premier nom de famille, en général paternel, est Zárate ; le second, en général maternel, souvent omis, est Fernández.
Carlos Zárate Fernández (né le 19 juillet 1980 à Puertollano) est un coureur cycliste espagnol.

## Biographie
Carlos Zárate Fernández commence sa carrière professionnelle en 2004 au sein de l'équipe Comunidad Valenciana-Kelme. Il signe un premier succès dès le mois d'avril en remportant en solitaire la troisième étape du Tour du Pays basque, après 35 kilomètres d'échappée solitaire. En 2006, il rejoint la formation Saunier Duval-Prodir pour deux saisons. En juin, il figure dans la liste de coureurs cités dans les médias espagnols comme étant soupçonnés de dopage dans l'affaire Puerto. Malgré le classement du dossier par la justice espagnole, il est empêché de courir. Protestant de son innocence, il envoie un courrier à l'Union cycliste internationale dans lequel il propose de donner son ADN afin de la comparer avec celui des poches de sang retrouvées chez les docteur Fuentes. Il n'a pas été conservé par Saunier Duval et est sans équipe en 2008.

## Palmarès
- 2002
  - 5ea étape du Tour de Lleida

- 2003
  - 3e et 5e étapes du Cinturón a Mallorca
  - 1re et 4e étapes du Tour de La Corogne
  - 3e du Cinturón a Mallorca

- 2004
  - 3e étape du Tour du Pays basque